# 루이스 데 공고라
루이스 데 공고라 이 아르고테(스페인어: Luis de Góngora y Argote)는 스페인의 시인으로, 대표작으로는 《폴리페모와 갈라테아의 우화 La Fábula de Polifemo y Galatea》가 있다.